# Ebisucho (métro d'Osaka)
Ebisucho (恵美須町駅, Ebisuchō-eki) est une station du métro d'Osaka sur la ligne Sakaisuji dans l'arrondissement de Naniwa à Osaka.

## Situation sur le réseau
La station Ebisucho est située au point kilométrique (PK) 5,9 de la ligne Sakaisuji, entre les stations Nippombashi et Dobutsuen-mae.

## Histoire
La station a été inaugurée le 6 décembre 1969.

## Services aux voyageurs

### Accès et accueil
La station est ouverte tous les jours.

### Desserte
- Ligne Sakaisuji :
  - voie 1 : direction Tengachaya
  - voie 2 : direction Tenjinbashisuji 6-chome (interconnexion avec la ligne Hankyu Kyoto pour Kyoto-Kawaramachi ou la ligne Hankyu Senri pour Kita-senri)

### Intermodalité

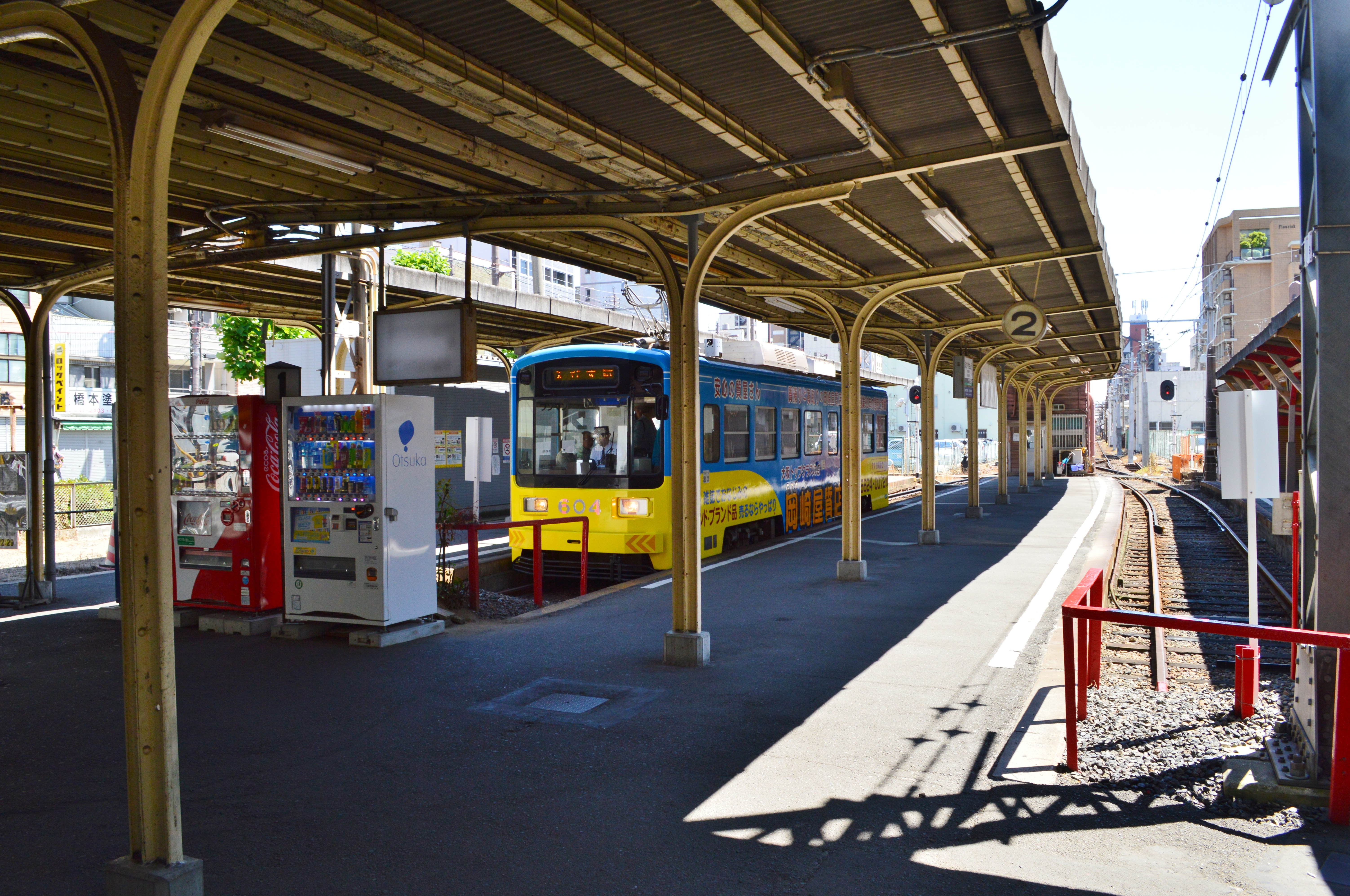
Terminus de la ligne de tramway Hankai

Le terminus de la ligne Hankai du tramway d'Osaka est situé à proximité de la station.

## Environs
- Den-den Town
- Shinsekai
- Isshin-ji
- Zoo de Tennoji et Parc de Tennoji